# Rue Cauchoise
La rue Cauchoise est une voie publique de la commune française de Rouen.

## Situation et accès
La rue Cauchoise est une voie piétonne historique sur la rive droite de la Seine à Rouen. Longue de 290 mètres, elle relie la place du Vieux-Marché à la place Cauchoise.
Rues adjacentes
- Rue de Florence
- Rue du Cercle
- Rue des Béguines
- Rue de Fontenelle
- Impasse de la Tour-d'Argent
- Rue des Bons-Enfants

## Origine du nom
Elle porte ce nom car elle menait vers le pays de Caux.

## Historique
À la Renaissance, la rue Cauchoise apparait sur un dessin de Jacques Le Lieur, bordée de maisons. Cette rue qui a porté le nom de « boulevard du Vieux-Palais » est devenu « rue de Philadelphie » durant la Révolution française avant de prendre sa dénomination actuelle au début du XIXe siècle.

## Bâtiments remarquables et lieux de mémoire
- Auguste Leblond y est né.
- no 68,70 : maison, inscrite MH en 1956[2]